# Ренсселіер (Нью-Йорк)
Ренсселіер (англ. Rensselaer) — місто (англ. city) в США, в окрузі Ренсселер штату Нью-Йорк. Населення — 9210 осіб (2020).

## Географія
Ренсселіер розташований за координатами 42°38′45″ пн. ш. 73°43′57″ зх. д. / 42.64583° пн. ш. 73.73250° зх. д. (42.645734, -73.732541).  За даними Бюро перепису населення США в 2010 році місто мало площу 9,08 км², з яких 8,21 км² — суходіл та 0,87 км² — водойми.

## Демографія
Згідно з переписом 2010 року, у місті мешкали 9392 особи в 4376 домогосподарствах у складі 2175 родин. Густота населення становила 1035 осіб/км².  Було 4695 помешкань (517/км²).
Расовий склад населення:
| - 80,2 % — білих - 8,0 % — чорних або афроамериканців - 6,1 % — азіатів - 0,3 % — корінних американців - 1,1 % — осіб інших рас |

До двох чи більше рас належало 4,2 %. Частка іспаномовних становила 4,8 % від усіх жителів.
За віковим діапазоном населення розподілялося таким чином: 20,2 % — особи молодші 18 років, 67,2 % — особи у віці 18—64 років, 12,6 % — особи у віці 65 років та старші. Медіана віку мешканця становила 37,1 року. На 100 осіб жіночої статі у місті припадало 92,7 чоловіків;  на 100 жінок у віці від 18 років та старших — 89,0 чоловіків також старших 18 років.
Середній дохід на одне домашнє господарство  становив 65 326 доларів США (медіана — 49 773), а середній дохід на одну сім'ю — 77 362 долари (медіана — 66 081). Медіана доходів становила 45 744 долари для чоловіків та 50 883 долари для жінок. За межею бідності перебувало 15,3 % осіб, у тому числі 27,9 % дітей у віці до 18 років та 9,3 % осіб у віці 65 років та старших.
Цивільне працевлаштоване населення становило 4674 особи. Основні галузі зайнятості: освіта, охорона здоров'я та соціальна допомога — 25,5 %, науковці, спеціалісти, менеджери — 11,5 %, роздрібна торгівля — 10,3 %, будівництво — 9,6 %.